# Saint-Jean-de-la-Motte
Saint-Jean-de-la-Motte is een gemeente in het Franse departement Sarthe (regio Pays de la Loire). De plaats maakt deel uit van het arrondissement La Flèche. Saint-Jean-de-la-Motte telde op 1 januari 2022 955 inwoners.

## Geografie
De oppervlakte van Saint-Jean-de-la-Motte bedroeg op 1 januari 2022 32,03 vierkante kilometer; de bevolkingsdichtheid was toen 29,8 inwoners per km².

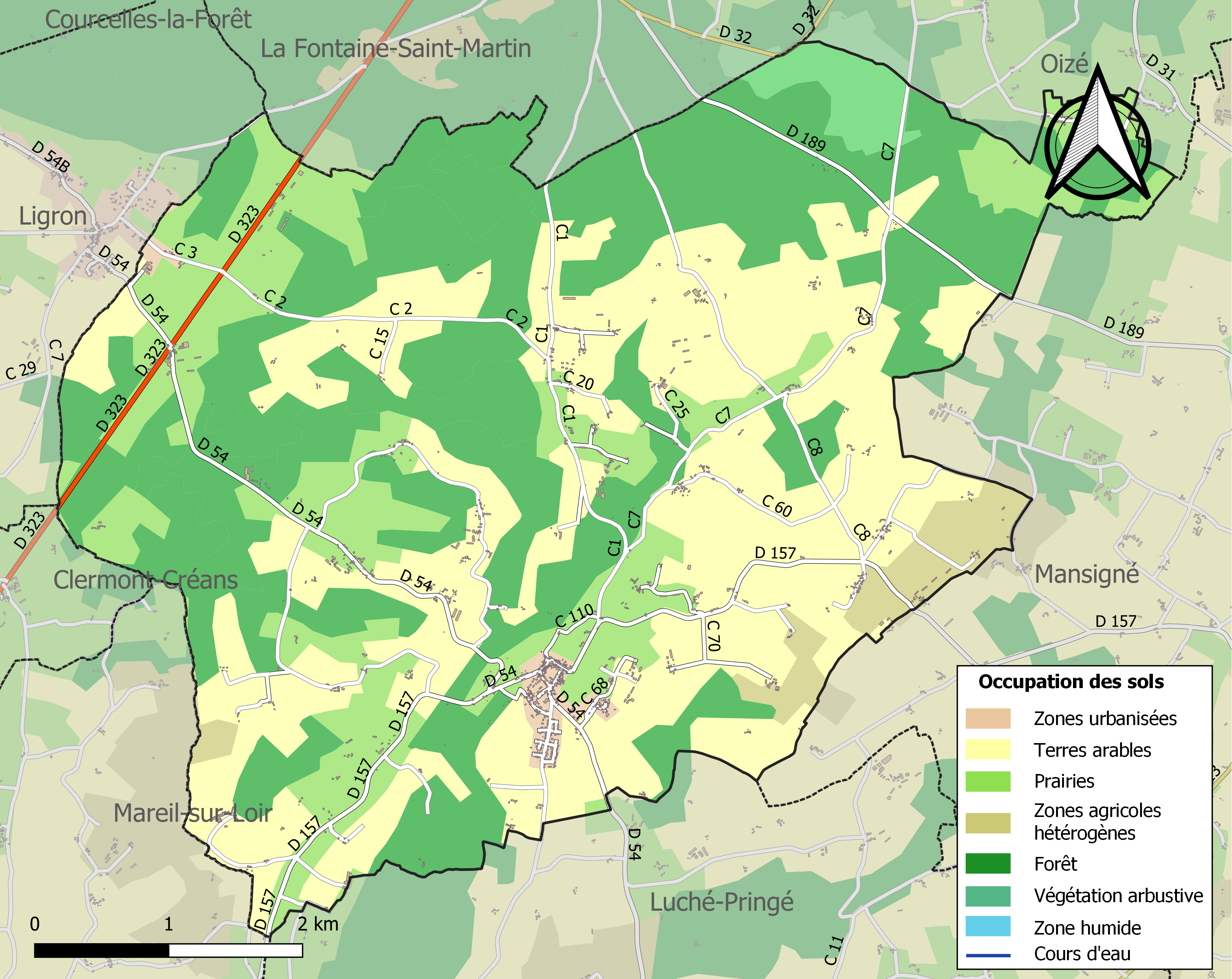
Kaart van de gemeente met de belangrijkste infrastructuur, bodemgebruik en omliggende gemeenten

## Demografie
Onderstaande figuur toont het verloop van het inwonertal (bron: INSEE-tellingen).